# 283 до н. е.

## Події
- Птолемей ІІ стає правителем Єгипту після смерті батька.
- Антіох I Сотер переселив до Селевкії жителів Вавилона й перевів вавилонське святилище зі збереженням попередньої назви — Есагіла.

## Померли
- Деметрій I Поліоркет — діадох.
- Птолемей I Сотер — діадох.